# Клаудио Арау
Клаудио Арау (на испански: Claudio Arrau León; 6 февруари 1903 – 9 юни 1991) е чилийски пианист, известен с изпълненията си на огромен репертоар, простиращ се от бароковите произведения до композиторите на двадесети век. Известни са изпълненията му на произведения от Бетовен, Шуберт, Шопен, Шуман, Лист, Брамс и Дебюси. Той е смятан за един от най-големите пианисти на двадесети век.

## Биография
Арау е роден в Чилян, Чили, син на Карлос Арау, офталмолог, който умира, когато Клаудио е на една година и Лукреция Леон Браво де Вилялба (Lucrecia León Bravo de Villalba), преподавателка по пиано. Той принадлежи към стар чилийски род от южната част на Чили, който произхожда от Лоренцо де Арау, испански инженер, изпратен в Чили по времето на испанския крал Карлос III.
Арау е дете чудо (вундеркинд), първия си концерт изнася на 5 години. На 6 години той свири пред депутати от парламента и президента Педро Монт, който е силно впечатлен от изпълнението му и се ангажира с бъдещото му образование. На 8 години е изпратен с десетгодишна държавна стипендия от чилийското правителство на обучение в Германия, заедно с майка си и сестра си. Приет е в Щерновата консерватория в Берлин, като ученик от 1913 г. на Мартин Краузе, който е учил при Ференц Лист. На 11 години Клаудио изпълнява Трансценденталните етюди на Лист, смятани за едни от най-трудните за изпълнение произведения, писани някога за пиано.
През 1918 г. Краузе умира, след като обучава 5 години Арау, който на 15 години остава неутешим от загубата на своя наставник. След смъртта на Краузе Клаудио Арау няма друг учител, поради респекта към своя наставник, обучавал го в традициите на изпълнителското изкуство на Лист. В следващите години Арау самоусъвършенства своето техническо и музикално майсторство. Започва концертна дейност в Европа и Америка.
От 1925 до 1940 г. е професор в Консерватория Щерн. През 1926 г. е първият му запис на грамофонна плоча. В 1928 г. за пръв път изнася концерт с Берлинската филхармония. В годините от 1935 до 1937 изпълнява поредица от концерти с цялостното творчество за пиано на Бах, Моцарт и Шуберт.
През тридесетте години на двадесети век Арау гостува в България, където изнася концерти и се запознава с българската музикална общественост. Арау гостува с концерти в България и през 1937 г., а също и през 1979 г.
В 1937 г. Клаудио Арау се жени за Рут Шнайдер, мецосопрано от Германия. Имат три деца: Кармен (1938 – 2006), Марио (1940 – 1988) и Кристофер (1959). В 1941 г. семейството напуска Германия и се преселва в САЩ. Установяват се в Ню Йорк, където през 1979 г. придобиват двойно гражданство – американско и чилийско.
В следващите десетилетия предприема турнета по целия свят и изнася над 100 концерта годишно. През 1967 г. основава фондация „Клаудио Арау“ за подпомагане на млади музиканти.
В 1968 и 1974 – 1975 има световни гастроли на пианиста. Когато е на 80 години, Аррау съкращава броя на концертите си от около 100 на 60 – 70 годишно, но продължава гастролите си в Европа, Северна Америка, Бразилия и Япония. През май 1984 г. Клаудио Арау се завръща в родината си Чили след седемнадесетгодишно отсъствие, за да „свири за новото поколение“, което още не го е слушало. Посрещнат е с голямо въодушевление, което рядко се среща в историята. Концертите му в Сантяго (6 за 11 дни) са слушани и гледани (на живо и по телевизията) от голяма част от населението. Една година по-рано му е присъдена Чилийската национална награда за изкуство.
Арау умира на 9 юни 1991 г. на 88-годишна възраст в Мюрццушлаг, Австрия, където е трябвало да открие с концерт музей на Йоханес Брамс. Погребан е в родния си град Чилян.

## Репертоар и изпълнителски стил
За кариерата си от 80 години Арау изработва огромен репертоар, който включва композитори от барока, класиката, романтизма и импресионизма. Той е един от първите изпълнители, които изпълняват и записват цялостното клавирно творчество на определени композитори. Поддържа мнението, че в един цикъл трябва да се изпълняват всичките произведения. Арау не се съсредоточава само върху определена музикална епоха. Неговите изпълнения на сонатите на Бетовен са също толкова знаменити и известни, както и записите му от изпълненията на произведения на Лист и Дебюси. Интересен факт е липсата на записи на Арау с произведения на Сергей Рахманинов. Изключение е един филм – Рапсодия, в който клавирната музика се изпълнява от Клаудио Арау и в който има откъси от Втория концерт за пиано на Рахманинов.
Музикалните критици, съвременници на Арау, имат различни гледни точки за неговия изпълнителски стил. Едни твърдят, че неговият плътен, убедителен тон придава на изпълненията му авторитетно, характерно звучене; някои казват, че неговият тон звучи глухо и замъглено, а други казват, че той звучи като Арау, който едва ли не свири на орган или „заравя“ „лапите“ си в „гъвкавата“ клавиатура. Според американския критик Харолд Шонберг, Арау винаги поставя „едно несъмнено романтично звучене в изпълненията си“.
Арау е интелектуален и дълбоко разсъждаващ изпълнител. Той чете много по време на пътуванията си и въпреки че няма формално образование извън музиката, той научава английски, италиански, немски и френски, наред с родния му испански. На двадесет години изучава психологията на Карл Юнг.
Отношението на Арау към музиката е много сериозно. Той проповядва прецизност към партитурите. Въпреки че към средата на жизнения си път Арау често свири преднамерено с по-бавно темпо от необходимото, той има репутацията на легендарен виртуоз. Според Джоузеф Хоровиц, някои критици смятат, че след смъртта на майка си, с която е бил много близко свързан, той става по-сдържан и затворен.

## Избрани записи
В продължилата 65 години записна дейност, Арау има многобройни записи, които са описани подробно в тези и много други източници. Тук са споменати някои от тези записи:
- Албенис: Иберия (различни издатели)
- Бах: Голдберг вариации (RCA)
- Бетовен: 32 сонати за пиано (Philips Classics)
- Бетовен: Концерти за пиано № 1 до № 5 с Щатскапеле Дрезден, диригент сър Колин Дейвис (Philips Classics) (записва три пъти тези концерти)
- Брамс: Концерти за пиано № 1 и № 2 с Филхармония оркестър Лондон, диригент Карло Мария Джулини (EMI)
- Дебюси: Прелюдии (Philips Classics)
- Лист: Соната за пиано в си минор (Philips Classics)
- Лист: Трансцендентални етюди (Philips Classics)
- Моцарт: Сонати за пиано (Philips Classics)
- Шопен: 24 етюди (EMI)
- Шопен: Концерти за пиано № 1 и № 2 с Лондонски филхармоничен оркестър, диригент Елиаху Инбал (Philips Classics)
- Шопен: Ноктюрни (Philips Classics)
- Шопен: 26 прелюдии и 4 емпронтю (Philips Classics)

Под редакцията на Арау музикалното издателство Петерс (Edition Peters) издава в два тома сонатите за пиано на Бетовен – Edition Peters No. 8100a и 8100b – 1973 и 1978 г.

## Отличия и награди
Клаудио Арау е носител на многобройни отличия и награди.
По-важни награди:
- Награда Франц Лист – Германия – двукратно (1919, 1920)
- Голямата награда на конкурса за пианисти в Женева, Швейцария (1927)
- Медал на Кралското филхармонично дружество – Лондон, Великобритания (1958)
- Национална награда за изкуство – Чили (1983)
- Кавалер на ордена на Почетния легион – Франция (1983)
- Медал Бетовен – САЩ (1983)
- Доктор хонорис кауза на много университети в различни страни
- Златен медал на Кралското филхармонично дружество – Лондон, Великобритания (1990) – връчен след смъртта му